# 馬德里加爾區

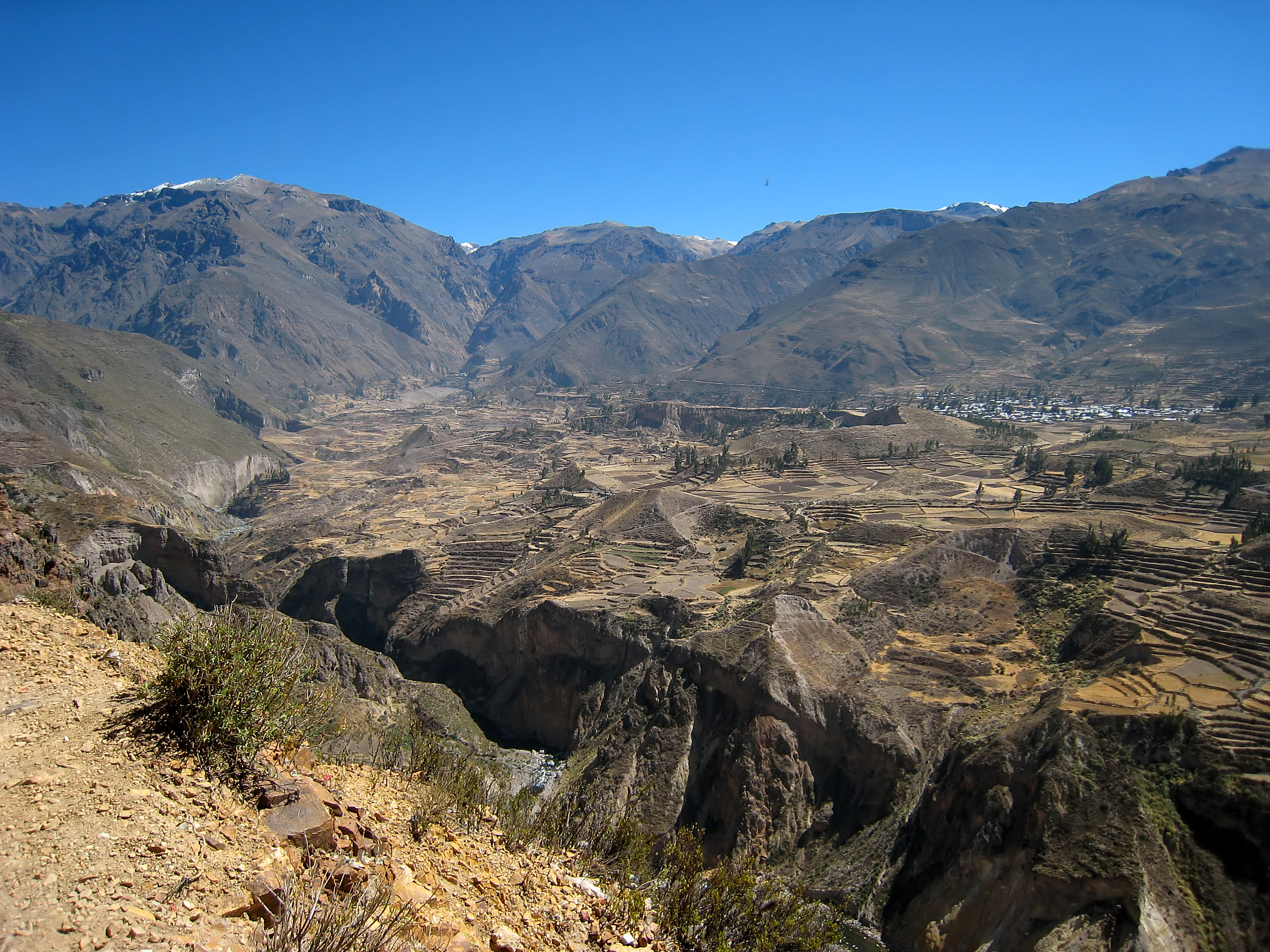

馬德里加爾區（西班牙語：Distrito de Madrigal），是秘魯的一個區，位於該國南部阿雷基帕大區的卡伊尤馬省，面積160.09平方公里，海拔高度3,262米，2005年人口827，人口密度每平方公里5.2人。